# Balthasar Hubmaier
Balthasar Hubmaier, född omkring 1485 i Friedberg nära Augsburg, Tyskland, död 10 mars 1528 i Wien, var en inflytelserik anabaptist, teolog och predikant under reformationens tidevarv.
Hubmaier var lärare vid universitetet i Ingolstadt, anställdes senare vid domen i Regensburg och blev 1521 präst i Waldshut vid Rhen, där han efter att ha brutit med Rom genomförde reformationen. Hubmaier drog in i bondeupproret (han författade möjligen böndernas 12 artiklar) och anslöt sig till anabaptismen och blev dess främste ledare. Efter bondeupprorets nederlag blev han landsflyktig och sökte skydd på olika håll, men föll 1528 i den katolske Ferdinands händer och brändes på bål i Wien. Hubmaier utgav även flera inlägg i de teologiska striderna.